# Веббервілл (Техас)
Веббервілл (англ. Webberville) — селище (англ. village) в США, в окрузі Тревіс штату Техас. Населення — 394 особи (2020).

## Географія
Веббервілл розташований за координатами 30°13′34″ пн. ш. 97°29′59″ зх. д. / 30.22611° пн. ш. 97.49972° зх. д. (30.226072, -97.499611).  За даними Бюро перепису населення США в 2010 році селище мало площу 5,41 км², уся площа — суходіл.

## Демографія
Згідно з переписом 2010 року, у селищі мешкали 392 особи в 117 домогосподарствах у складі 88 родин. Густота населення становила 72 особи/км².  Було 125 помешкань (23/км²).
Расовий склад населення:
| - 85,7 % — білих - 8,2 % — чорних або афроамериканців - 0,3 % — корінних американців - 0,3 % — азіатів - 5,1 % — осіб інших рас |

До двох чи більше рас належало 0,5 %. Частка іспаномовних становила 49,0 % від усіх жителів.
За віковим діапазоном населення розподілялося таким чином: 27,3 % — особи молодші 18 років, 61,2 % — особи у віці 18—64 років, 11,5 % — особи у віці 65 років та старші. Медіана віку мешканця становила 37,5 року. На 100 осіб жіночої статі у селищі припадало 105,2 чоловіків;  на 100 жінок у віці від 18 років та старших — 111,1 чоловіків також старших 18 років.
Середній дохід на одне домашнє господарство  становив 66 133 долари США (медіана — 53 750), а середній дохід на одну сім'ю — 70 740 доларів (медіана — 63 472). Медіана доходів становила 35 786 доларів для чоловіків та 42 750 доларів для жінок. За межею бідності перебувало 23,1 % осіб, у тому числі 47,6 % дітей у віці до 18 років та 12,4 % осіб у віці 65 років та старших.
Цивільне працевлаштоване населення становило 252 особи. Основні галузі зайнятості: будівництво — 22,2 %, роздрібна торгівля — 21,0 %, освіта, охорона здоров'я та соціальна допомога — 13,1 %, публічна адміністрація — 9,9 %.